# Karmustin
Karmustin ili BCNU (bis-hloroetilnitrozoureja) je β-hloro-nitrozourejno jedinjenje strodno sa azotnim iperitom, koje se koristi kao alkilirajući agens u hemoterapiji. Kao dialkilirajući agens, BCNU ima sposobnost formiranja veza između DNK lanaca, čime se onemogućava DNK replikacija i DNK transkripcija.
It has the appearance of an orange-yellow solid.
Carmustine for injection is marketed under the name BiCNU by Bristol-Myers Squibb. In India, carmustine is marketed under the name Carustine by Curacell Biotech.

## Spoljašnje veze
- [https://web.archive.org/web/20070927200641/http://www.bms.com/cgi-bin/anybin.pl?sql=select%20PPI%20from%20TB_PRODUCT_PPI%20where%20PPI_SEQ=65&key=PPI

|  | Molimo Vas, obratite pažnju na važno upozorenje u vezi sa temama iz oblasti medicine (zdravlja). |